# Canton de Clermont-Ferrand-Nord
Le canton de Clermont-Ferrand-Nord est une ancienne division administrative française située dans le département du Puy-de-Dôme en région Auvergne.

## Géographie
Ce canton est organisé autour de Clermont-Ferrand dans l'arrondissement de Clermont-Ferrand. Son altitude varie de 321 à 602 m pour une altitude moyenne de 358 m.

## Histoire
En 1982, le canton de Clermont-Ferrand-Nord était scindé en quatre autres cantons : Clermont-Ferrand-Ouest, Clermont-Ferrand-Nord-Ouest, Chamalières et Royat.
Le périmètre de ce canton a été redéfini. Il est issu de la scission du canton de Clermont-Ferrand-Est en quatre autres cantons, l'un d'eux étant le canton Nord, défini par « la portion de territoire de la ville de Clermont-Ferrand délimitée, au Nord, par la limite des communes Blanzat – Cébazat et Gerzat ; à l'Est, par la voie de chemin de fer Paris – Clermont-Ferrand ; par l'axe du chemin départemental 210, par l'axe des voies suivantes : rue de la Charme, boulevard Edgar-Quinet ; au Sud, allée de la Cité-Grand-Saigne, chemin des Planchettes, rue de la Fontcimagne, rue d'Apollon, rue du Docteur-Bousquet ; à l'Ouest, par le ravin de Chanturgue ; par le chemin rural (limites des sections cadastrales MV-MY, MY-MW), par le chemin de Fontbeloux, par la limite des sections cadastrales MZ-NO par la voie communale 59 dite chemin du Cheval (jusqu'à la limite avec la commune de Blanzat) ».
Depuis les élections départementales de 2015, le nombre de cantons dans la ville de Clermont-Ferrand a été réduit de 9 à 6. Les dénominations et périmètres des cantons de la ville sont modifiés.

## Représentation

### Résultats électoraux
En 2008, le conseiller général sortant socialiste Alexandre Pourchon est réélu au premier tour avec 51,15 % des voix, battant six autres candidats. Le taux de participation est de 51,51 %.

### Conseillers généraux de 1833 à 2015
| Période | Période          | Identité                               | Étiquette    | Qualité |
| ------- | ---------------- | -------------------------------------- | ------------ | --- |
| 1833    | 1848             | Paul Blanc (1777-1850)                 |              | Banquier à Clermont |
| 1848    | 1852             | Antoine Jouvet                         | Gauche       | Avocat, député (1834-1849) Maire de Clermont (1848) |
| 1852    | 1861 (décès)     | Antoine Dessaigne                      | Centre       | Avocat, député (1837-1846) Président du Tribunal civil |
| 1861    | 1871             | Jacques Mège                           | Centre droit | Avocat puis magistrat Maire de Clermont-Ferrand (1862-1871) Député (1863-1870) - Sénateur (1876-1878) Ministre de l'Instruction publique                  |
| 1871    | 1880 (démission) | Agis-Léon Ledru                        | Républicain  | Architecte Maire de Clermont-Ferrand (1871-1874) Président du Conseil Général (1874-1875)                                                                 |
| 1880    | 1892             | Antoine Blatin                         | Républicain  | Docteur-médecin, maire de Clermont-Ferrand (1884-1885) Député (1885-1889)                                                                                 |
| 1892    | 1904             | Michel Colombier                       | Républicain  | Avocat |
| 1904    | 1910             | Antoine Fabre                          | Républicain  | Maire de Clermont-Ferrand (1904-1912) |
| 1910    | 1935 (décès)     | Philippe Marcombes                     | Rad.         | Médecin Député (1928-1935) Sous-secrétaire d'État (1932-1933) Ministre (1935) Maire de Clermont-Ferrand (1919-1925 et 1935)                               |
| 1935    | 1940             | Pierre Chatrousse                      | Rad.         | Cultivateur Maire de Chamalières (1919-1967) |
|         |                  |                                        |              | |
| 1945    | 1949             | Adrien Mabrut                          | SFIO         | Avocat Député (1936-1942 et 1945-1958) Président du Conseil général (1945-1949)                                                                           |
| 1949    | 1955             | Jean-Georges Vèze                      | RPF puis RS  | Chef de service aux établissements Bergougnan, Clermont-Ferrand                                                                                           |
| 1955    | 1973             | Gabriel Montpied                       | SFIO puis PS | Mécanicien Maire de Clermont-Ferrand (1944-1973) Sénateur (1959-1974) Président du Conseil général (1964-1970)                                            |
| 1973    | 1979             | Roger Quilliot                         | PS           | Professeur d'université Maire de Clermont-Ferrand (1973-1997) Sénateur (1974-1981)                                                                        |
| 1979    | 1982             | René Paput                             | UDF-PR       | Animateur sur FR3 Auvergne Adjoint au maire de Chamalières Élu en 1982 dans le Canton de Clermont-Ferrand-Nord-Ouest                                      |
| 1982    | 1995 (décès)     | Maurice Pourchon                       | PS           | Professeur de l'enseignement secondaire Député (1978-1993), ancien conseiller général du canton de Clermont-Ferrand-Est                                   |
| 1995    | 2015             | Alexandre Pourchon (fils du précédent) | PS           | Chef d'entreprise Ancien vice-président du Conseil général Président du Groupe Socialiste et Républicain Élu en 2015 dans le Canton de Clermont-Ferrand-1 |

### Conseillers d'arrondissement (de 1833 à 1940)
| Période                                  | Période          | Identité                              | Étiquette   | Qualité |
| ---------------------------------------- | ---------------- | ------------------------------------- | ----------- | --- |
| 1833                                     | 1838 (démission) | Jean-Baptiste Benoît Prévost          |             | Colonel de la Garde nationale, propriétaire à Clermont                                                                                                  |
| 10 mai 1838                              | 1845             | Benoît Bonnadier-Voilhat              |             | Président du Tribunal de commerce de Clermont-Ferrand                                                                                                   |
| 1845                                     | 1848             | Léon Blanc                            |             | Banquier à Clermont-Ferrand |
| 1848                                     | 1852             | François Bourguignon-Sandouly         |             | Maire de Royat |
| 1852                                     | 1857 (décès)     | François Chassaigne (1796-1857)       |             | Meunier, maire de Chamalières |
| 2 août 1857                              | 1865 (décès)     | Benjamin François Renault (1793-1865) |             | Propriétaire, maire de Chamalières |
| 18 fév. 1866                             | 1871             | M. Couvreul                           |             | Juge de paix |
| 1871                                     | 1880             | Félix Chaudessole                     |             | Avocat à Clermont-Ferrand |
| 1880                                     | 1892             | Jean Cohendy-Bouchet                  |             | Maire de Royat |
| 1892                                     | 1895             | Jean Sudre                            |             | Maire de Durtol |
| 1895                                     | 1906 (décès)     | Antoine Hippolyte Chatrousse          | Républicain | Cultivateur, conseiller municipal puis maire de Chamalières                                                                                             |
| 1907                                     | 1922 (décès)     | Antoine-Ernest Collier (1845-1922)    |             | Maire de Chamalières (1911-1912), Président du Conseil d'arrondissement (1913-?)                                                                        |
| 1922                                     | 1931             | Victor Isnal (1885-1970)              | SFIO        | Président du Conseil de Prud'hommes de Clermont-Ferrand, adjoint au maire de Chamalières (1925-1941 et 1947-1948) Président du Conseil d'arrondissement |
| 1931                                     | 1937             | M. Monnet                             | Radical     | |
| 1937                                     | 1940             | Victor Isnal                          | SFIO        | Adjoint au maire de Chamalières |
| 1940                                     |                  |                                       |             | Les conseils d'arrondissement ont été suspendus par la loi du 12 octobre 1940 et n'ont jamais été réactivés                                             |
| Les données manquantes sont à compléter. |                  |                                       |             | |

### Juges de paix
- 1841-1848 : Jean Mège
- 1848-1849 : Larbaud[6]
- 1849-1858 : Jean Mège

## Composition

### de 1833 à 1973
- Clermont Nord
- Chanat-la-Mouteyre
- Durtol
- Nohanent
- Orcines
- Royat
- Chamalières

### de 1973 à 2015
| Communes         | Population (2012) | Code postal | Code Insee |
| ---------------- | ----------------- | ----------- | ---------- |
| Clermont-Ferrand | 16 407 (1)        | 63000       | 63113      |

(1) fraction de commune.

## Démographie
| 1962 | 1968 | 1975 | 1982 | 1990   | 1999   | 2006   | 2011   | 2012   |
| ---- | ---- | ---- | ---- | ------ | ------ | ------ | ------ | ------ |
| -    | -    | -    | -    | 20 734 | 19 298 | 18 005 | 16 523 | 16 407 |